# 稚泊渡輪
稚泊渡輪（日文：稚泊連絡船）是日本铁道部于1923 年至1945 年間營運，往返於北海道稚内和庫頁島大泊之间的铁路渡轮航線。

## 路線概覽
- 稚内～大泊：167.0公里（營業距離：210.0公里）
- 耗時：8小时（1928年 [1]，1934年12月）
- 票價：1928年，一等座7.50日元，二等座5日元，三等座2.50日元 [2]。

冬季宗谷海峡有流冰，因此使用破冰船航行。嚴冬期間大泊港有時直接在冰上處理乘客和貨物運輸。
渡輪班次時間銜接宗谷本线的高级列车，1938年起在稚内站内设置了名为稚内棧桥站的临时車站以便列車停靠。在大泊的碼頭則設了大泊港站，銜接樺太东线。除了稚泊渡輪外，还有由北日本汽船營運的稚斗航路，由稚内至本斗，銜接库页岛樺太西线。

## 歷史
稚泊渡輪開航之前，日本本土往庫頁島的航線，是由遞信省與樺太廳規定的命令航路，包括由富山縣伏木港、青森县青森港、北海道小樽港、函館港、稚内港前往庫頁島的航線。随着日本國有鐵道宗谷線延伸至稚内，開通了銜接樺太廳鐵道與國鐵的輪渡，也就是稚泊渡輪。 
- 1922年（大正11年）11月1日：宗谷線延伸至稚内站，開始營業[4]。
- 1923年（大正12年）
  - 5月1日：稚泊渡輪開航。第一班船是下午9時由大泊出發的壹岐丸號[4]。
  - 6月8日：破冰船對馬丸號開航。
- 1924年（大正13年）7月25日：壹岐丸號改裝為破冰船完工並正式交船。從此開始以兩艘船營運，每天一個夜間航班（冬季為白天航班，12月於偶數日開航，1月至3月每月12個往返航班）。
- 1925年（大正14年）12月17日：對馬丸號在野寒岬燈塔西北 0.7 海浬（1.3 公里）處擱淺（東經 141°38'，北緯 45°27'）。
- 1927年（昭和2年）12月8日：破冰客貨船亞庭丸號投入營運。
- 1928年（昭和3年）12月26日：宗谷線由稚內站延伸至稚內港站（新設稚內港站）[5]。
- 1931年（昭和6年）2月2日：由於大寒流造成流冰，壹岐丸號船體嚴重受損。雖然進行了緊急搶修，但自5月11日航班後，營運暫停。
- 1932年（昭和7年）12月5日：破冰客貨船宗谷丸號投入營運。
- 1937年（昭和12年）2月13日 - 2月25日：流冰導致船隻無法航入稚內港。改由小樽至大泊之間的臨時航線負責運輸。
- 1937年（昭和12年）6月1日：隨著稚內方面的急行列車更改時刻表，取消夜間航班。
- 1939年（昭和14年）2月5日 - 2月27日：流冰導致船隻無法航入稚內港。改由小樽至大泊之間的臨時航線負責運輸。
- 1945年（昭和20年）
  - 8月10日：轉用於青函航路的亞庭丸號被美軍空襲擊沉。
  - 8月11日：蘇聯軍隊入侵庫頁島南部。從13日開始進行大泊到稚內的緊急疏散運輸。
  - 8月23日：庫頁島南部已幾乎全落入蘇聯軍隊控制。宗谷丸號於當晚從大泊出發。
  - 8月24日：從庫頁島出發的最後一班船（宗谷丸）抵達稚內，該航線結束（嚴格來說應視為暫停）。

## 船舶

### 破冰客輪
壹岐丸（第一代）
從青函航線暫時轉用，於1923年5月1日投入營運。 1924年7月25日破冰改裝工程完工，正式配屬於本航線。由於寒流造成船體損壞，於1931年5月11日停止航行並出售。
對馬丸（第一代）
於1923年4月19日從關釜航線轉移至本航線，接受破冰改造工程後於6月8日投入營運。 1925 年 12 月 17 日擱淺沉沒 。

### 夏季營運客輪
田村丸
從青函航線轉至本航線，於1926年4月16日投入運營，1927 年 10 月 21 日結束營運並出售。是對馬丸號損失到亞庭丸號啟航之間的代班船隻，僅在夏季航行。
高麗丸
從關釜航線轉至本航線，於1931 年 6 月 2 日投入運營，1932 年 10 月 31 日結束營運並出售。做為壹岐丸停航到宗谷丸啟航之間的代班船隻，僅在夏季航行。

### 破冰客货兩用輪
亞庭丸
替代對馬丸而建造，於1927年12月8日開始營運至1945年6月20日結束。轉移至青函航線而於1945年8月10日被空襲擊沉。
宗谷丸
替代壹岐丸而建造，於1932年12月22日開始營運至1945年8月24日結束。戰後調往青函航線 。

### 破冰辅助轮（转运船）
利尻丸

## 水陸連結設備

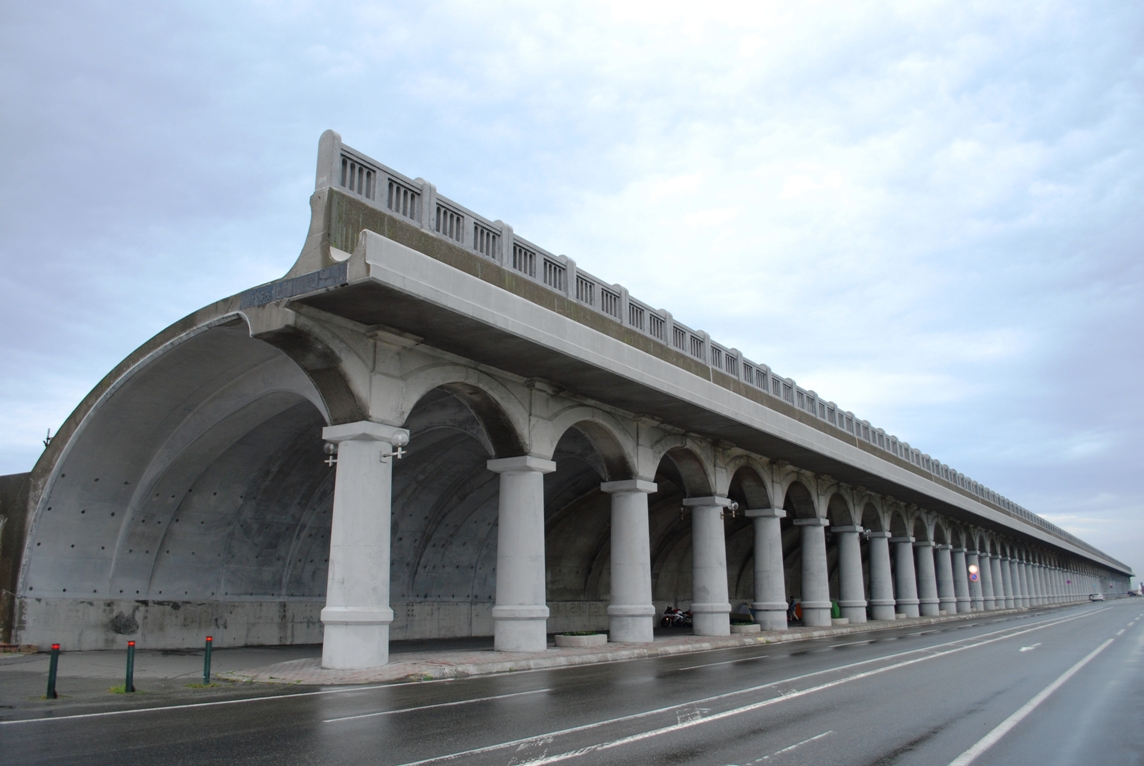
舊稚內碼頭（北防波堤圓頂）

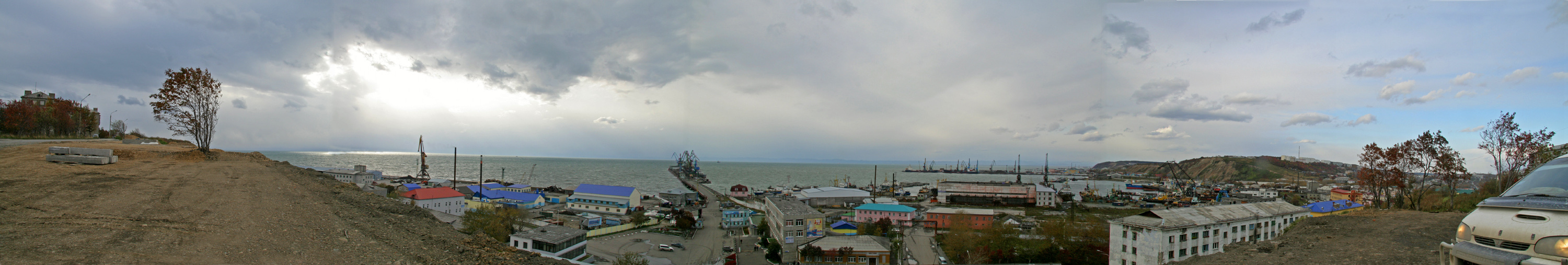
舊大泊碼頭（照片中央）

### 大泊碼頭
航線剛開通時還沒有可以停泊渡輪的碼頭。渡輪於離岸1.2公里處錨泊，旅客須以駁船接駁來往大泊站附近的渡輪站（大泊營業所）；在嚴冬時海面結冰的幾個月裡，可以步行或搭乘雪橇。 1928年8月，從大泊港南方延伸至海面的棧橋完工，從大泊站到棧橋興築了長1.6公里的臨港線。碼頭上的渡輪站於 11 月竣工，大泊港站於 12 月開業 。
目前稱為科薩科夫南碼頭（46°37′12.7″N 142°45′40.1″E / 46.620194°N 142.761139°E ），曾行駛與稚泊航線一樣的渡輪。（2019年停航）

### 稚内碼頭
設有稚内棧橋站以轉乘 。
稚内港北防波堤圓顶被保存下來，並立有稚泊航路纪念碑（45°25′11.6″N 141°40′54.8″E / 45.419889°N 141.681889°E ）。

## 備註
1. ↑  樺太庁鉄道事務所・編集発行『樺太の鉄道旅行案内』（1928年）、104頁。荒山正彦監修・解説『シリーズ明治・大正の旅行　第I期 旅行案内書集成』第13巻（北海道旅行案内／樺太の鉄道旅行案内）、ゆまに書房、2014年に収録、614頁。
2. ↑  『樺太の鉄道旅行案内』105頁。『シリーズ明治・大正の旅行』第I期615頁。
3. ↑  樺太庁鉄道事務所・編集発行『樺太の鉄道旅行案内』（1928年）、103-104頁。荒山正彦監修・解説『シリーズ明治・大正の旅行　第I期 旅行案内書集成』第13巻（北海道旅行案内／樺太の鉄道旅行案内）、ゆまに書房、2014年に収録、613-614頁。
4. 1 2  『写真で見る北海道の鉄道』 上巻 国鉄・JR線 266-267頁
5. ↑  『写真で見る北海道の鉄道』 上巻 国鉄・JR線 90-91頁
6. 1 2 3 4 5 6 7  古川達郎 2001，第85–94頁，§1.10.6 稚内-大泊連絡（稚泊航路・その1）
7. 1 2 3 4 5 6  古川達郎 2001，第351頁，付表3「主要航路における鉄道連絡船就航期間」
8. ↑  古川達郎 2008，第52–56頁，§3.水陸連絡施設の変遷 1.稚泊航路
9. ↑  http://hs-line.com/ 北海道サハリン航路株式会社

## 相关项目
- 樺太东线（大泊～丰原～敷香的鐵路）
- Heart Land Ferry
- 青函渡轮
- 關釜渡轮
- 萨哈林航运公司 (SASCO)
- 瓦尼诺-霍尔姆斯克铁路轮渡